# Nikté

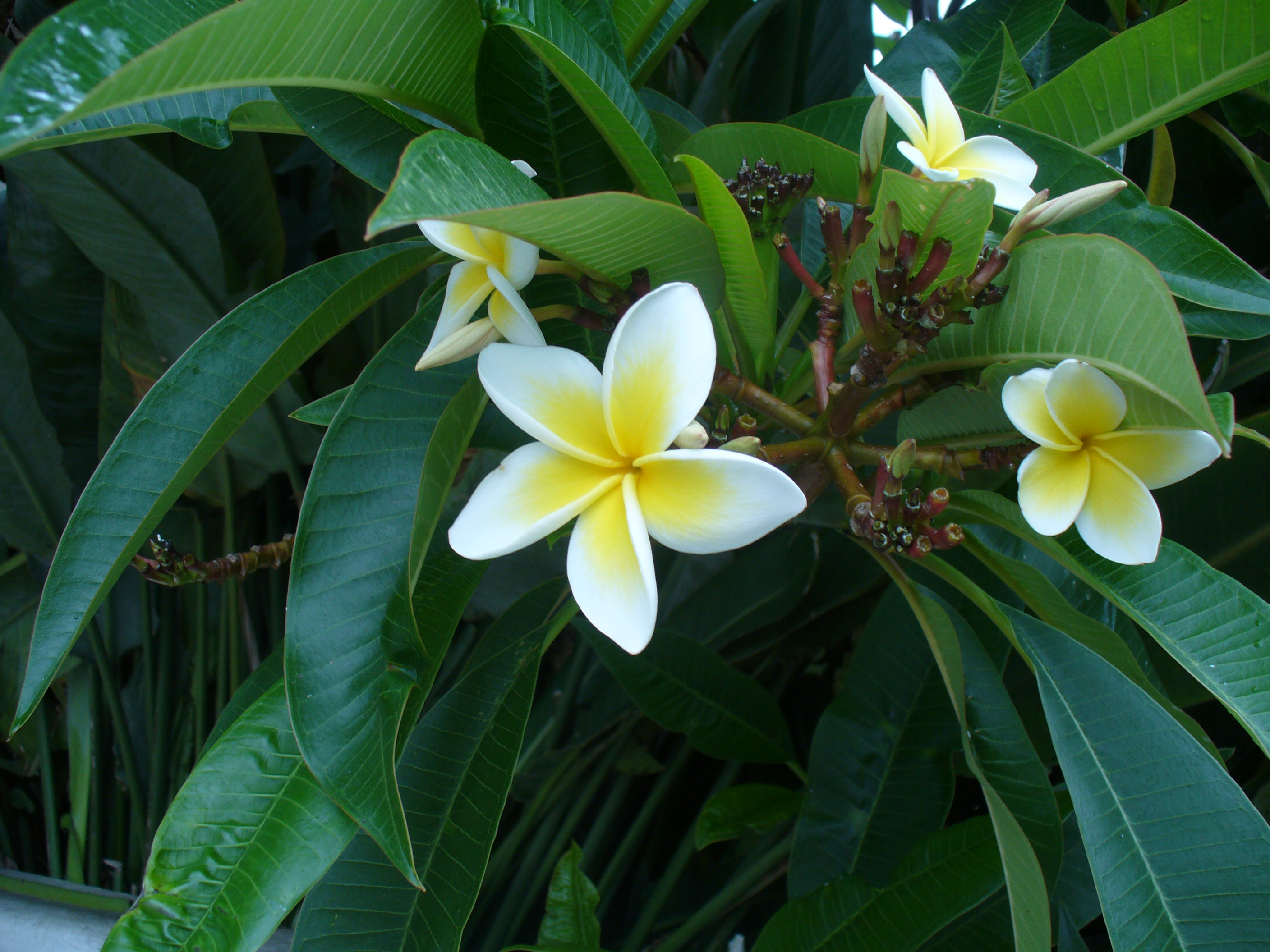
Sac Nicté

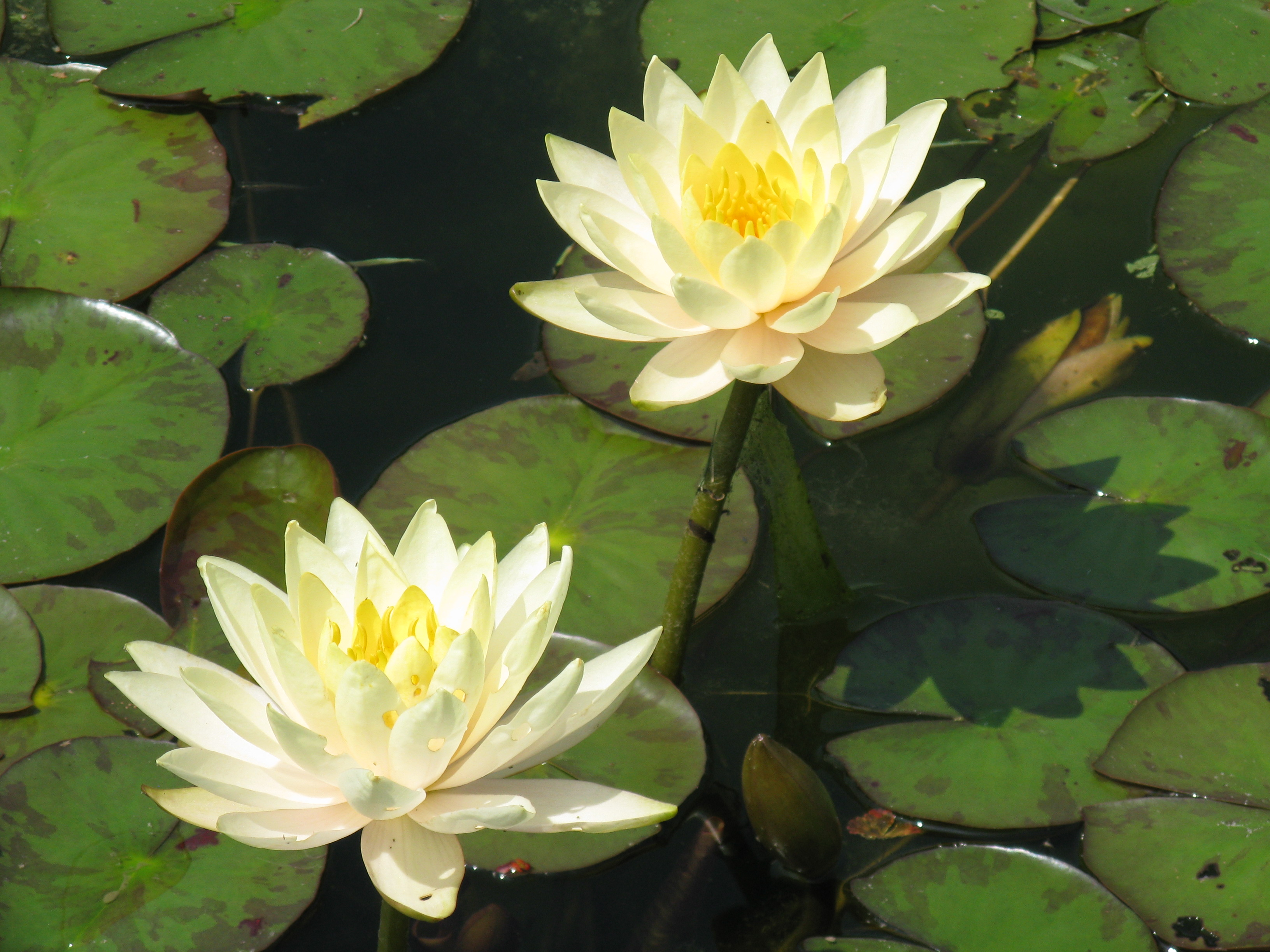
Nicté Ha

Nikté es una palabra del idioma maya yucateco que significa "flor", la cual está formada por los sustantivos: nik, flor, y te, árbol. La palabra Nikté es usada en México y Centroamérica como nombre de pila femenino, ya sea escrito con "c" o con "k", y al acompañarse de otras palabras mayas se forman nuevos nombres de pila femeninos que tienen distintos significados, por ejemplo: Sac Nicté: (flor de mayo, flor blanca) y Nicté Ha: (flor de agua, sol de agua).
Entre los antiguos mayas, la flor de Nikté o Plumeria tuvo gran importancia en relación con el ritual para la fecundidad y era símbolo del amor erótico. La palabra nicté además significa “vicio de carne y travesura de mujeres”, y nicteil tan, “palabras deshonestas y lascivas”, y nicteil uinic, “mala mujer de su cuerpo”, de lo que se concluye que el término nicté era un sinónimo de sexo femenino.
El Libro de Chilam Balam de Chumayel menciona que en el año 1692 comenzó el Nicté Katún, refiriéndose al Katún 11 Ahau en que llegaron los Dzules (españoles). Es llamado Primer Katún y Katún de la Flor o de la Flor de Mayo, aludiendo quizá a la unión de españoles con mujeres mayas, ya que la flor de Plumeria es símbolo de lujuria.

Llegó a su estera; un pecado es su voz, un pecado su enseñanza: Es el Katún del pecado. Muy recortado es el pan del Nicté Katún, que es el que llegó con infinitos dolores en su estera, cachorro chupador, lleno de pecado de adulterio.Llegan los Dzules. Rojas son sus barbas. Son hijos del Sol. Son barbados. Del oriente vienen; cuando llegan a esta tierra, son los señores de la tierra. Son hombres blancos… El principio del tiempo de la flor (pecado carnal). Derraman flores.

En los Cantares de Dzitbalché se menciona al Cantar 4 Koox K'am Nikte', "vamos al recibimiento de la flor", que es una metáfora de matrimonio, y al Cantar 7 K'ay Nikte', "canto de la flor", que era un rito que practicaban las mujeres para atraer al hombre elegido o al amante que las abandonó.